# 五旬節聖潔會永光學校
五旬節聖潔會永光學校（英語：PHC Wing Kwong Primary School），為香港一所已停辦的津貼小學，亦是五旬節聖潔會在港開辦的首間學校，位於東區筲箕灣，於1913年創立，1990年停辦。

## 歷史
此校於1913年由五旬節聖潔會傳教士田安娜及高安道創立，初期需租用房舍上課，直至1926年才遷入位於筲箕灣300號的第一代永久校舍。
在二戰期間，此校曾一度停辦，直至1945年12月才恢復運作。其後，因應學童人數大增，此校於1957年決定興建第二代永久校舍，翌年建成啟用。
受香港主權移交影響，美國五旬節聖潔會總會於1989年決定將第二代校舍出售套現。因此，此校於1990年停辦，未畢業學生由同區各小學接收，而校長及部分教師則轉至同系第二永光學校。

## 校舍
此校第二代校舍位於興民街50-52號，為一座5層高建築物，設有12間課室，可容納1,000名學生，另附設3層高的「五旬節聖潔會筲箕灣堂」。
早於1970年代尾，教會所在的附屬建築物率先重建為「雅歌苑」；其後，隨著辦學團體出售校舍，原有的校舍亦於1994年重建為私人住宅「永興閣」。

## 歷任行政人員

### 校監
- 嘉音傳 牧師（Rev. Harry Glass）（？-1961年）[8]
- 祁堅信 牧師（Rev. Herman P. Gates）（1961年-？）[9]
- 趙蒙德貞 女士（？年-1990年，末任校監，兼任同系第二永光學校校監暨校長）[10]

### 校長[2]
- 岑麗珍 女士（Jane Schermerhorn）（1914年-1936年；退休後翌年逝世）
- 李美珍 女士（Mavis L. Oakley）（1936年-1938年；1960年逝世）
- 蒙恩賜 女士（1938年-？）
- 錢志宏 先生（？年-1990年，末任校長；結校後調往同系第二永光學校）[10]

## 著名/傑出校友
- 張五常：經濟學家（1941年小一上學期）[11]
- 尹德勝，SBS，JP：前香港中華廠商聯合會會長、前廠商會中學校監以及前東區區議會委任議員（1950年小一至1953年小三）[12]